# Talauma
Talauma is de naam van een geslacht van planten uit de Magnoliafamilie. Sinds stamboomonderzoek met behulp van DNA-sequencing de verwantschappen binnen de familie Magnoliaceae heeft duidelijk gemaakt, is de status van Talauma als geslacht onzeker geworden. Sommige, vooral westerse, auteurs plaatsen de soorten uit de subfamilie Magnolioideae nu allemaal in één groot geslacht Magnolia, waarbij Talauma tot een subsectie van Magnolia is gereduceerd.
Andere, vooral Chinese, auteurs delen de subfamilie in een groot aantal kleine geslachten in, waarvan Talauma er één is, met ruim 30 soorten.
Talauma's onderscheiden zich van de andere taxa van de Magnolioideae door de wijze waarop de samengegroeide bessen van de verzamelvrucht zich openen. Bij alle andere Magnolioideae scheuren ze overlangs open maar bij Talauma valt de buitenste helft eraf en blijft het binnenste deel aan de as van de bloeiwijze vast zitten. Voor de taxonomische indeling, zie verder Magnolia.
De soorten uit dit geslacht (of deze subsectie) komen voor in de tropen van Midden-Amerika en het Noorden van Zuid-Amerika. Geen enkele soort is in Nederland en België winterhard.
- In Flora of China[7] wordt Magnolia hodgsonii (=Magnolia liliifera var. obovata), een Zuidoost-Aziatische soort, door Xia en Liu tot het geslacht Talauma gerekend als Talauma hodgsonii. Figlar & Nooteboom[8] plaatsen die soort in sectio Gwillimia subsectio Blumiana. Als voor de interpretatie van Xia en Liu wordt gekozen, dan heeft genus Talauma twee secties, een Amerikaanse (sectio Talauma) en een Aziatische (sectio Blumiana), en in totaal ruim 40 soorten. Deze interpretatie wordt niet ondersteund door moleculaire data[9][10] die uitwijzen dat genus Talauma sensu Xia en Liu een polyfyletische groep is.

## Historie van het geslacht
Het geslacht heeft van Jussieu de naam Talauma gekregen. Talauma is de lokale naam voor Magnolia dodecapetala, de allereerste soort die de naam Magnolia kreeg, van Plumier, die overigens geen gewag maakt van de lokale naam.
De eerste vermelding van de naam Talauma is in Genera Plantarum van Jussieu van 1789. Hij geeft hier een referentie naar Plumier's Magnolia en een beschrijving van de afwijkende manier waarop de verzamelvruchten uiteenvallen. Die laatste eigenschap was voor Jussieu de reden om deze soort in een nieuw geslacht te plaatsen.

## Soorten
Dit taxon omvat volgens moderne opvattingen uitsluitend soorten uit de Nieuwe Wereld: het Caraïbisch Gebied, Mexico en zuidelijker.
- Talauma allenii Standl.
- Talauma amazonica Ducke
- Talauma arcabucoana Loz.-Cxontr.
- Talauma boliviana M. Nee
- Talauma caricifragrans Loz.-Contr.
- Talauma cespedesii Triana & Planch.
- Talauma chocoensis Loz.-Contr.
- Talauma dixonii Little
- Talauma dodecapetala (Lam.) Urb.
  - =Talauma plumierii (Sw.) DC. (Typus)
- Talauma espinalii Loz.-Contr.
- Talauma georgii Loz.-Contr.
- Talauma gilbertoi Loz.-Contr.
- Talauma gloriensis Pittier
- Talauma henaoi Loz.-Contr.
- Talauma hernandezii ,molinillo o copachí
- Talauma irwiniana Loz.-Contr.
- Talauma katiorum Loz.-Contr.
- Talauma mexicana (DC.) G.Don
- Talauma minor Urb.
  - =Talauma orbiculata Britton & P. Wilson
- Talauma morii Loz.-Contr.
- Talauma narinensis Loz.-Contr.
- Talauma neillii Lozano
- Talauma ovata A. St.-Hil.
- Talauma polyhypsophylla Loz.-Contr.
- Talauma rimachii Loz.-Contr.
- Talauma sambuensis Pittier
- Talauma santanderiana Loz.-Contr.
- Talauma sellowiana A. St.-Hil.
- Talauma silvioi Loz.-Contr.
- Talauma venezuelensis Loz.-Contr.
- Talauma virolinensis Loz.-Contr.
- Talauma wolfii Loz.-Contr.